# Broederweg
De Broederweg is een straat in het centrum van de Nederlandse stad Kampen. De Broederweg loopt vanaf de Buitensingel en de Broedersingel tot de Vloeddijk en de Burgwal. Een zijstraat van de Broederweg is de Groenestraat (deze kruist de Broederweg). De Broederweg is ongeveer 330 meter lang. 
Deze straat dankt zijn naam aan de aldaar gelegen Broederkerk.

## Geschiedenis
De Broederweg is een eeuwenoude straat in Kampen. Er staan in deze straat meerdere monumentale gebouwen. Op de hoek Groenestraat en de Broederweg staat het voormalige Cellezustersconvent, waarvan de kapel en de refter in de jaren zeventig van de 15e eeuw werden gebouwd. Het gebouw is sinds 1823 in gebruik als de Doopsgezinde kerk. Ook de Nieuwe Kerk (1912) van de Nederlands Gereformeerde Kerk op de hoek van de 2e Ebbingestraat en de Broederweg staat in deze straat en tot medio 2023 ook de Theologische Universiteit Kampen en Archief- en Documentatiecentrum. Aan het eind van de Broederweg, schuin tegenover de Nieuwe Kerk bevindt zich de Broederpoort.

## Fotogalerij (rijksmonumenten)

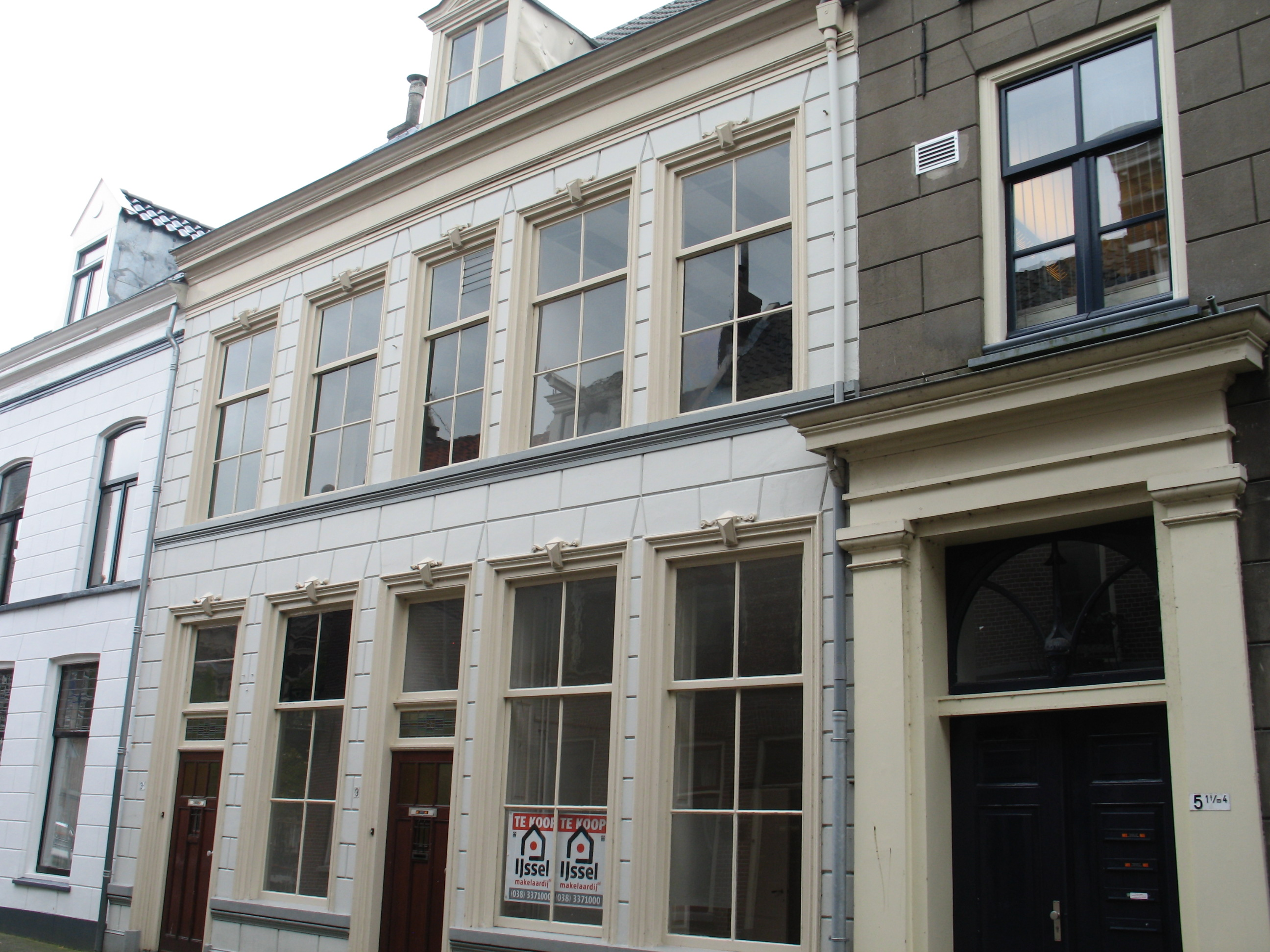
Broederweg 3 te Kampen
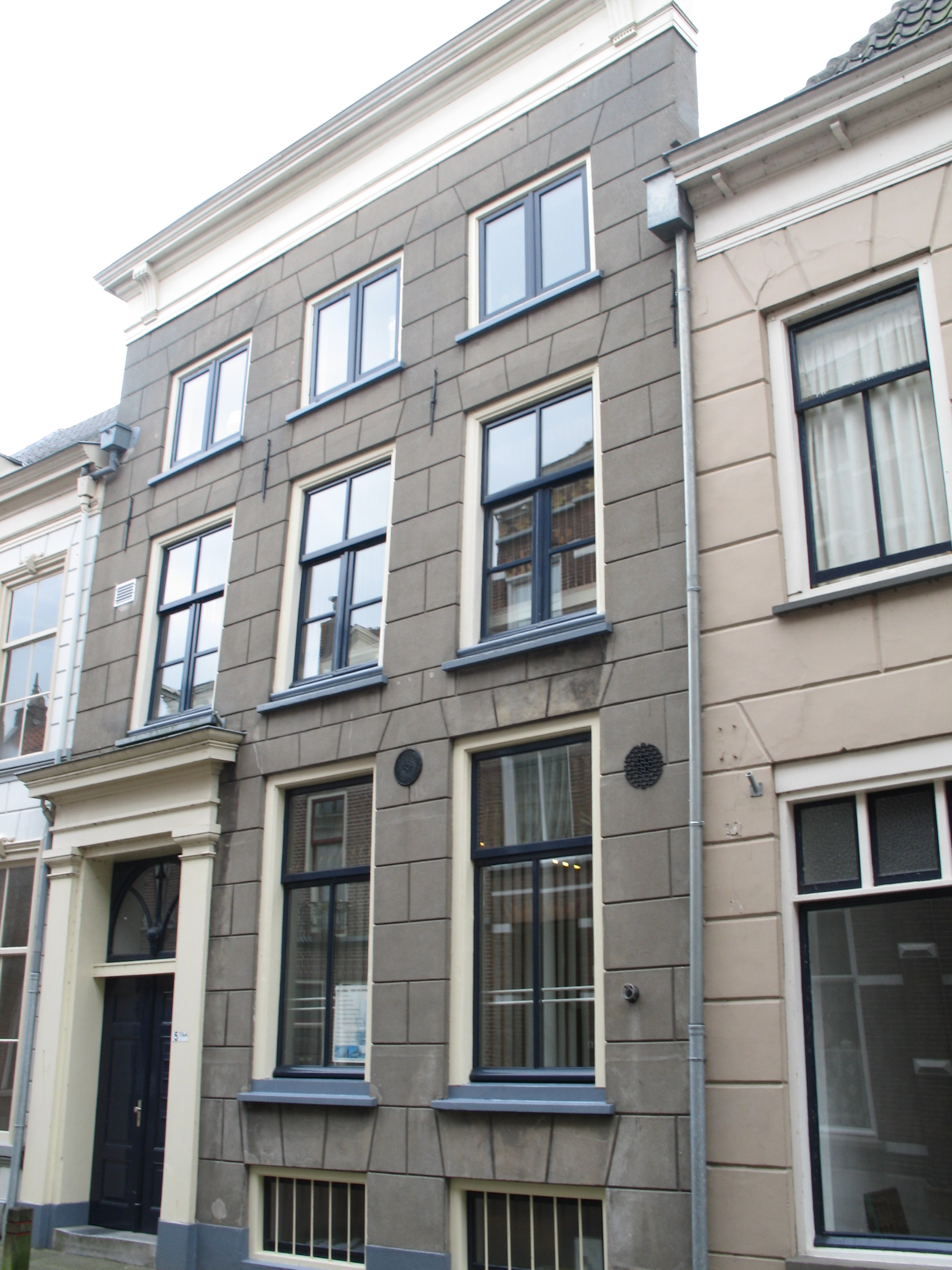
Broederweg 5
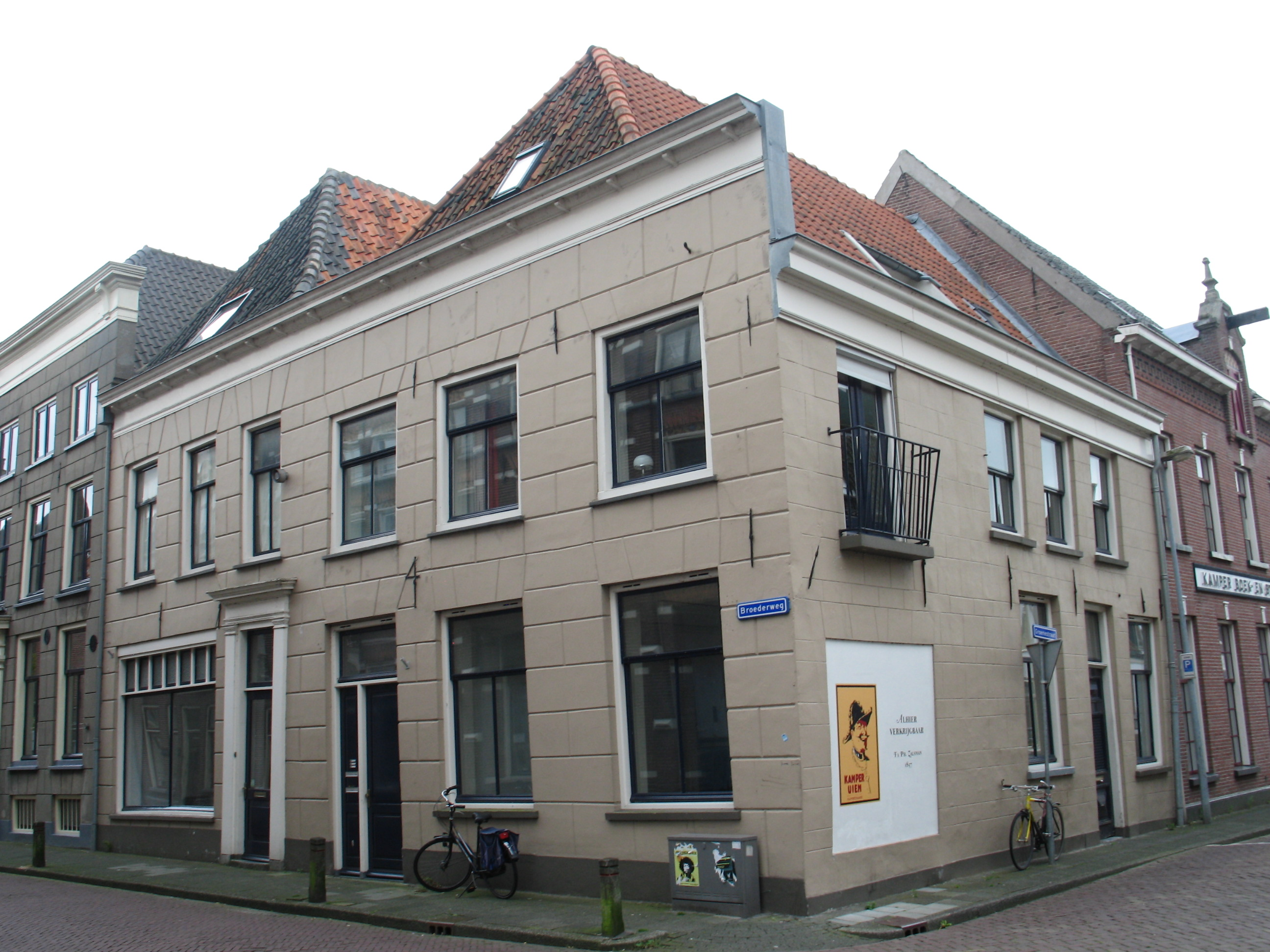
Broederweg 7
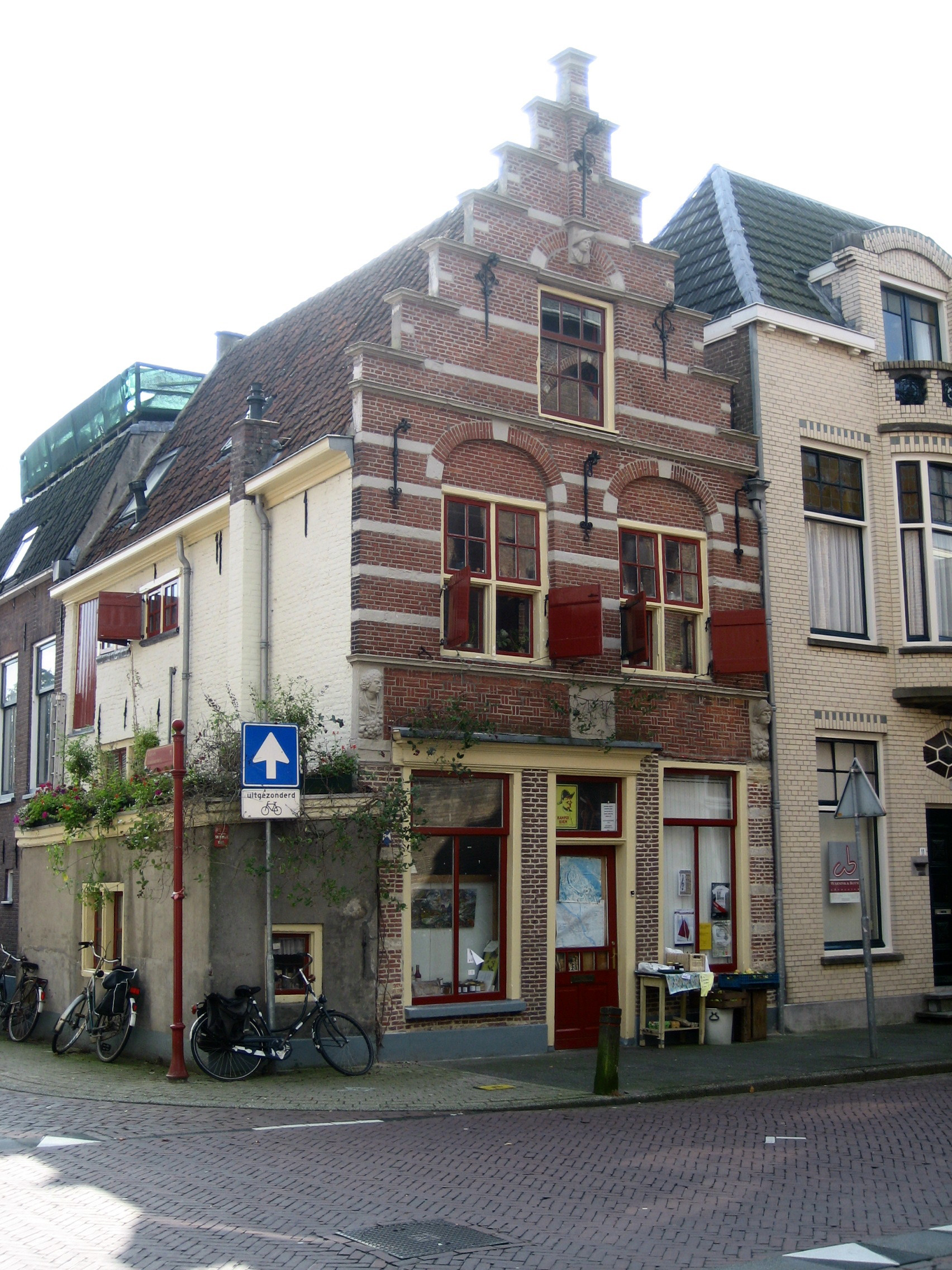
Broederweg 9
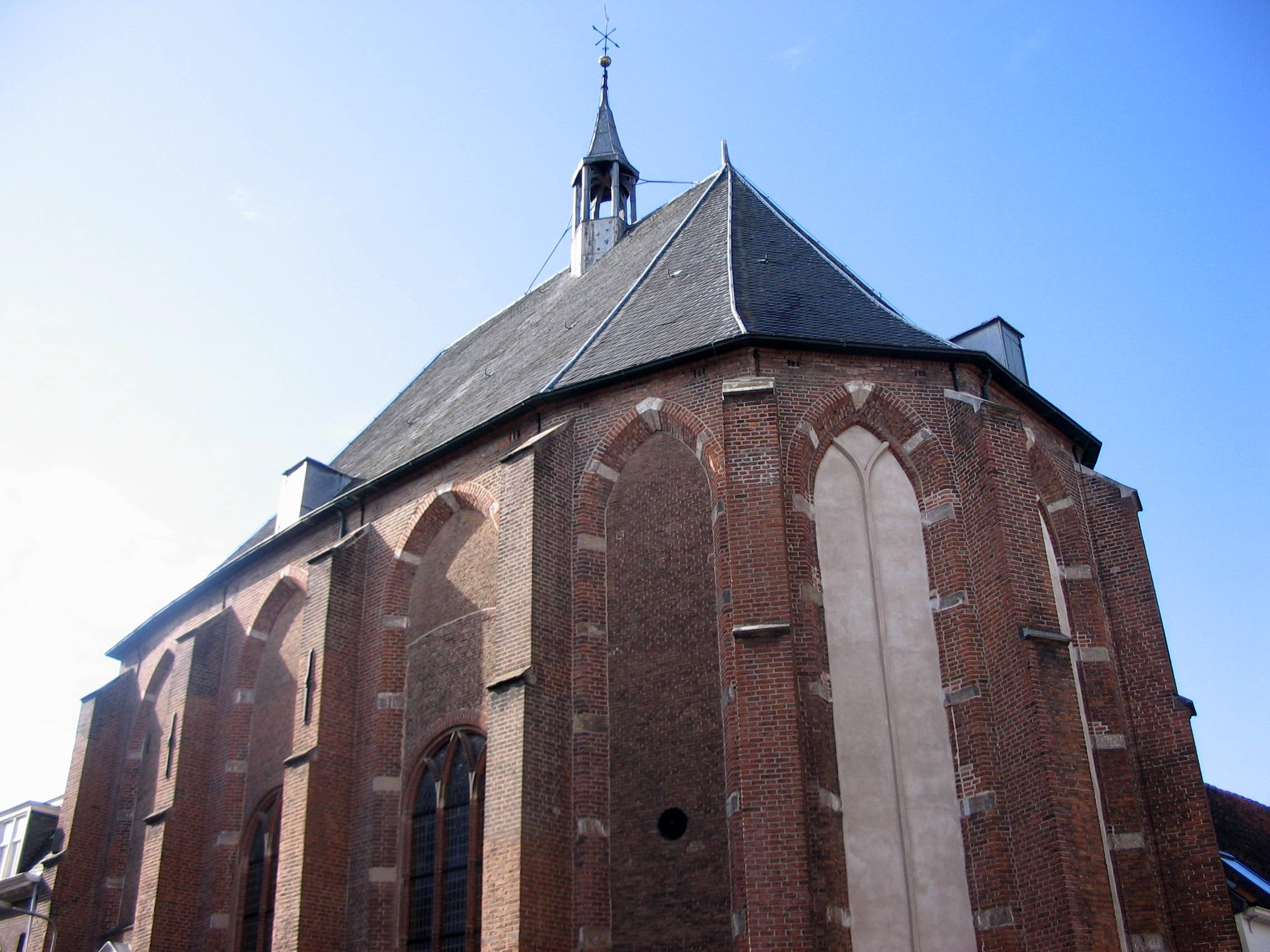
Doopsgezinde kerk op de hoek van Groenestraat en de Broederweg 10
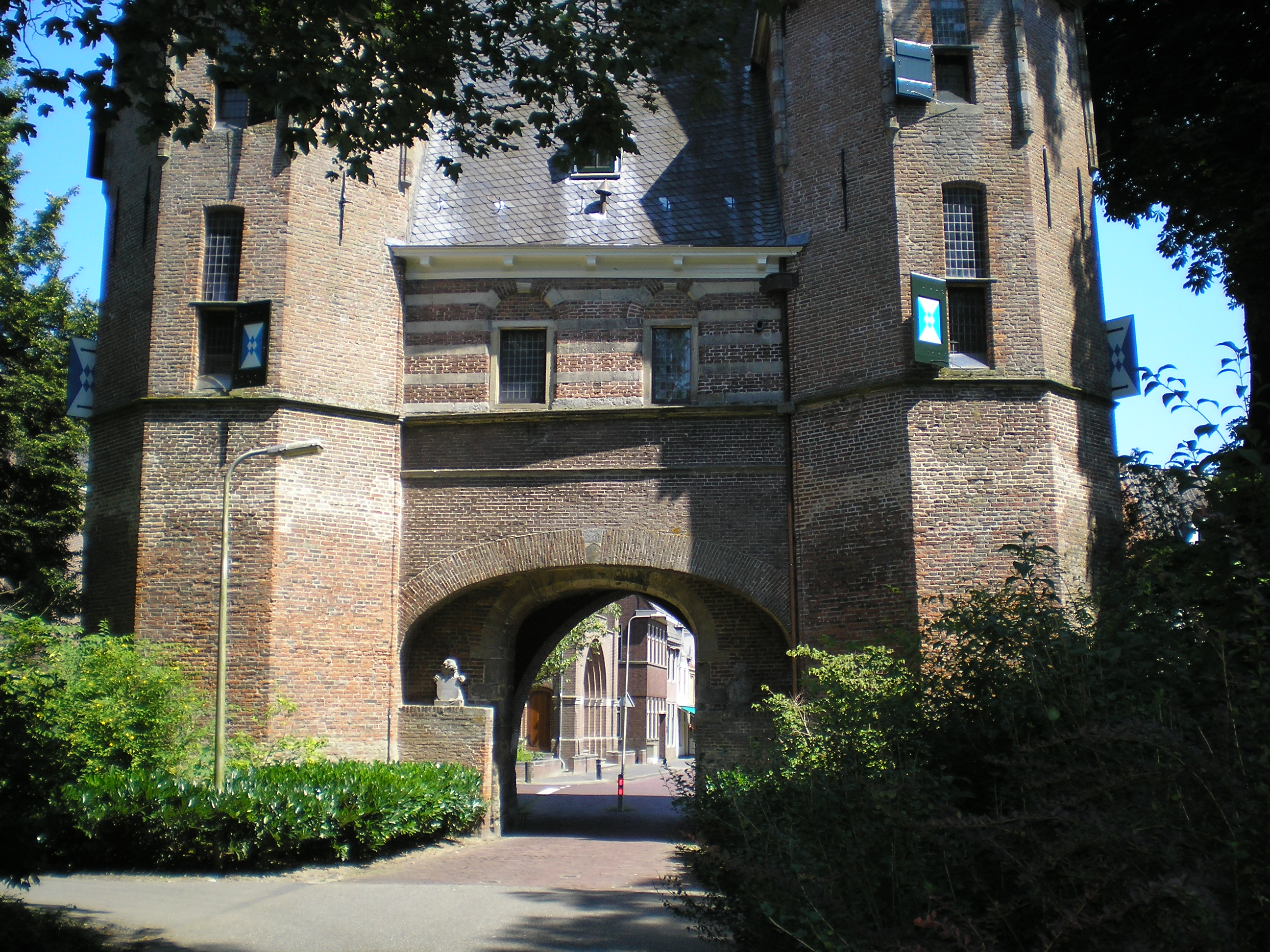
Broederpoort aan de Broederweg met achter zichtbaar de Nieuwe Kerk

Botermarkt ·
Broederweg ·
Buiten Nieuwstraat ·
Burgwal ·
Burgwalstraat ·
Gasthuisstraat ·
Geerstraat ·
Groenestraat ·
Kerkstraat ·
Koornmarkt ·
Muntplein ·
Nieuwe Markt ·
Oude Raadhuisplein ·
Oudestraat ·
Plantage ·
Van Heutszplein ·
Vloeddijk ·
Voorstraat ·
IJsselkade